# Ostrava Open
Ostrava Open (cunoscut sub numele de J&T Banka Ostrava Open din motive de sponsorizare) este un turneu de tenis organizat pentru jucătoare profesioniste de tenis și face parte din WTA tour. Este un turneu de nivel Premier, jucat pe terenuri cu suprafață dură, în interior, și organizat pentru a compensa numeroasele turnee anulate în timpul sezonului 2020, din cauza pandemiei COVID-19 în curs.
Din 1994 până în 1998, Czech Indoor a fost un turneu de tenis masculin care a făcut parte din World Series a Turului ATP. S-a desfășurat la ČEZ Aréna în Ostrava în Republica Cehă și s-a jucat pe terenuri cu covor sintetic, în interior.

## Feminin

### Simplu
| Oraș gazdă | An                 | Campioană         | Finalistă          | Scor          |
| Prostějov  |                    |                   |                    |               |
| ---------- | ------------------ | ----------------- | ------------------ | ------------- |
| Prostějov  | 1999               | Henrieta Nagyová  | Silvia Farina      | 7–6(7–2), 6–4 |
| Ostrava    |                    |                   |                    |               |
| 2020       | Arina Sabalenka    | Victoria Azarenka | 6–2, 6–2           |               |
| 2021       | Anett Kontaveit    | Maria Sakkari     | 6–2, 7–5           |               |
| 2022       | Barbora Krejčíková | Iga Świątek       | 5–7, 7–6(7–4), 6–3 |               |

### Dublu
| Oraș gazdă | An                            | Campioane                        | Finaliste                       | Scor          |
| Prostějov  |                               |                                  |                                 |               |
| ---------- | ----------------------------- | -------------------------------- | ------------------------------- | ------------- |
| Prostějov  | 1999                          | Alexandra Fusai Nathalie Tauziat | Květa Hrdličková Helena Vildová | 3–6, 6–2, 6–1 |
| Ostrava    |                               |                                  |                                 |               |
| 2020       | Elise Mertens Arina Sabalenka | Gabriela Dabrowski Luisa Stefani | 6–1, 6–3                        |               |
| 2021       | Sania Mirza Zhang Shuai       | Kaitlyn Christian Erin Routliffe | 6–3, 6–2                        |               |
| 2022       | Caty McNally Alycia Parks     | Alicja Rosolska Erin Routliffe   | 6–3, 6–2                        |               |

## Masculin

### Simplu
| Oraș gazdă | An   | Campion            | Finalist           | Scor          |
| Ostrava    |      |                    |                    |               |
| ---------- | ---- | ------------------ | ------------------ | ------------- |
| Ostrava    | 1994 | MaliVai Washington | Arnaud Boetsch     | 4–6, 6–3, 6–3 |
| Ostrava    | 1995 | Wayne Ferreira     | MaliVai Washington | 3–6, 6–4, 6–3 |
| Ostrava    | 1996 | David Prinosil     | Petr Korda         | 6–1, 6–2      |
| Ostrava    | 1997 | Karol Kučera       | Magnus Norman      | 6–2, ret.     |
| Ostrava    | 1998 | Andre Agassi       | Ján Krošlák        | 6–2, 3–6, 6–3 |

### Dublu
| Oraș gazdă | An   | Campioni                      | Finaliști                        | Scor          |
| Ostrava    |      |                               |                                  |               |
| ---------- | ---- | ----------------------------- | -------------------------------- | ------------- |
| Ostrava    | 1994 | Martin Damm Karel Nováček     | Gary Muller Piet Norval          | 6–4, 1–6, 6–3 |
| Ostrava    | 1995 | Jonas Björkman Javier Frana   | Guy Forget Patrick Rafter        | 6–7, 6–4, 7–6 |
| Ostrava    | 1996 | Sandon Stolle Cyril Suk       | Ján Krošlák Karol Kučera         | 7–6, 6–3      |
| Ostrava    | 1997 | Jiří Novák David Rikl         | Donald Johnson Francisco Montana | 6–2, 6–4      |
| Ostrava    | 1998 | Nicolas Kiefer David Prinosil | David Adams Pavel Vízner         | 6–4, 6–3      |